# سرسو
هضبة سرسو عبارة عن سهل مرتفع متوسط ارتفاعه عن سطح البحر 900 م، تقع الهضبة في المنطقة الوسطى من الهضاب العليا في الجزائر. المدن الرئيسية في المنطقة هي تيارت، تيسمسيلت، المهدية وخميستي.
أصل الكلمة من «سر واسكت» حسب نطق البدو الرحل عند عبورهم في هذه المنطقة الجرداء والصعبة.

## جغرافية
تقع هضبة سرسو جنوب غرب الجزائر العاصمة، ويبعد 200 كم من البحر. وتغطي مساحة 60000 هكتار وتقع جنوبا في حدود المنطقة الجافة. وتتعتبر منطقة عبور بين جبال الونشريس، إحدى كتل الأطلس التلي والهضاب العليا الوسطى والغربية.
يحدها من الشمال كتلة جبال الونشريس، ومن الغرب نهر واصل (نهر اللوز)، أحد الروافد الرئيسية لوادي شلف، ومن الجنوب وادي مشتي الواقع جنوب تيارت ومن الشرق نهر الشلف. سرسو منطقة رعوية زراعية.

## قائمة المراجع
- Nadir BOUMAZA, Rapports ville/campagne sur le contact Sersou Ouarsenis, Thèse de 3ème cycle, Institut de géographie, Alger, 1972
- R. Perrin, Le Sersou, mémoire de DES, Institut de géographie d'Alger, 1960

## روابط خارجية
- http://www.vitaminedz.com/burdeau-capitale-de-la-plaine-du-sersou/Articles_15848_95699_14_1.html
- http://www.universalis.fr/encyclopedie/sersou/